# Армянская фитодримадуза
Армянская фитодримадуза (лат. Phytodrymadusa miramae, Phytodrymadusa armeniaca) — вид кузнечиков рода Phytodrymadusa из подсемейства Tettigoniinae. Армения, Иран.

## Описание
Длина тела 25-30 мм. Основная окраска одноцветная зеленовато-жёлтая. Надкрылья укороченные (6-7 мм), яйцеклад до 28 мм.